# Türkiai Metropolitanátus

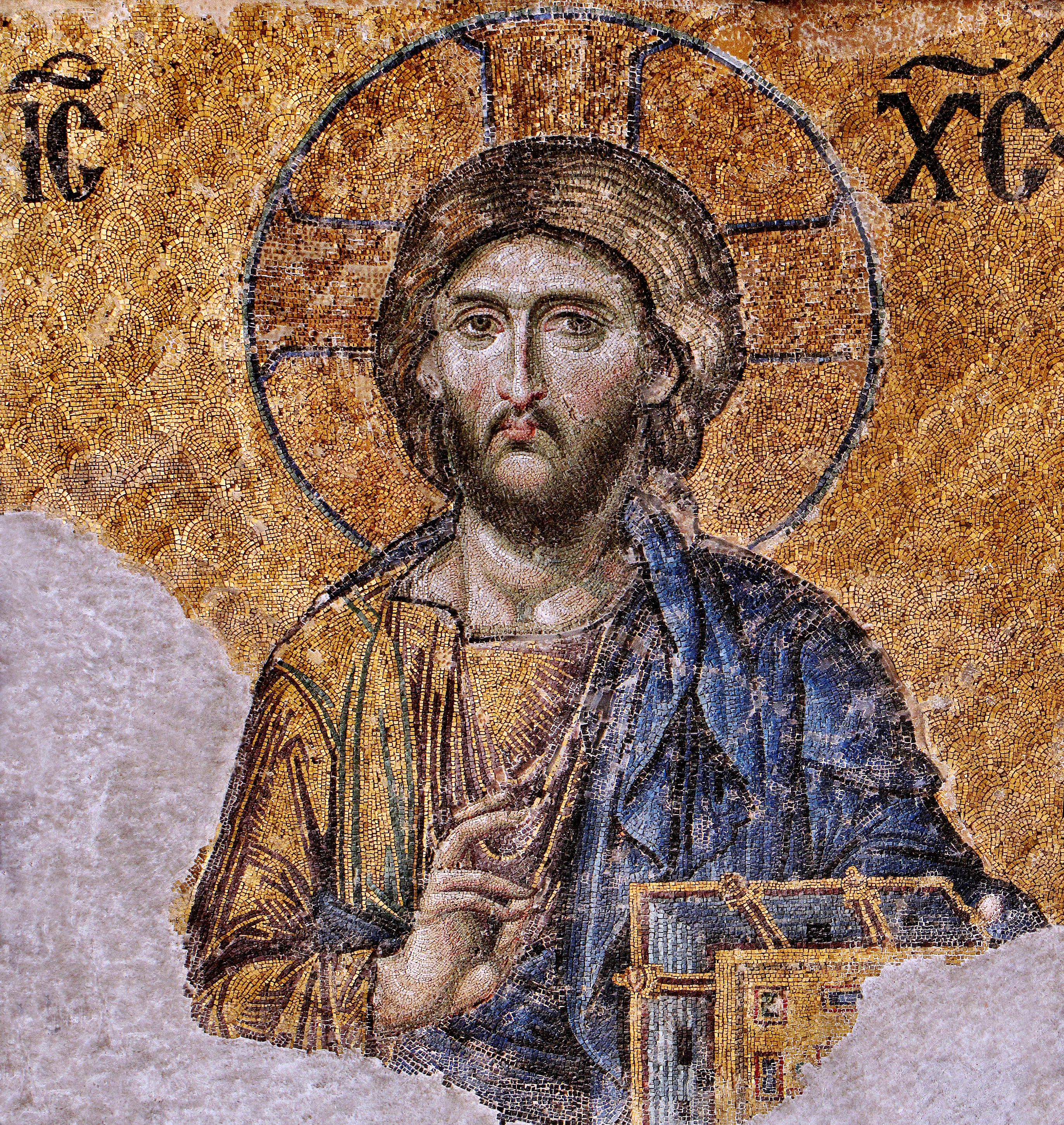
Krisztus Pantokrátor mozaikja, a Hagia Sophiában

A Türkiai Metropolitanátus keleti ortodox egyházmegye (eparchia) volt a középkori Magyarországon, a 11-12. században. Nevét a Türkiai (Türkök országa) (görögül: Τουρκία) kifejezésből eredeztették, amelyet a Bizánci Birodalom a középkori magyar állam megnevezésére használt. Mivel a Türkiai Metropolitanátus a konstantinápolyi pátriárka égisze alatt jött létre, az országra vonatkozó általános bizánci elnevezést alkalmazták az újonnan létrehozott eparchia esetében is. Egyes modern tudósok szerint a Türkiai Metropolitanátusnak volt joghatósága a keleti ortodox egyházi rendszer felett a Magyar Királyság egész területén.

## Kialakulásának Előzményei
A magyarok a Kárpát-medencét előre eltervezett módon, hosszú bevonulással vették birtokba 862-895 között.  A kortárs bizánci szerzők a 10. században Türkia (türkök) néven emlegették őket, földjüket pedig Türkia (Türkök országa) néven. A magyarok pogányok voltak, a muszlim geográfusok csillag- és tűzimádóként írták le őket. Rendszeresen portyáztak, elsősorban Nyugat-Európa ellen a 10. század elején. A Bizánci Birodalom balkáni területeit is megszállták 934-ben és 943-ban, békeszerződés aláírására kényszerítve a bizánciakat. A magyarok egyik legfőbb hadvezére, Bulcsú harka 948-ban Konstantinápolyban keresztelkedett meg. Bulcsú megtérése nem volt őszinte, és a 950-es évek elején újabb fosztogató hadjáratokat indított a Bizánci Birodalom ellen. 
Másodszor Zombor gyula (a krónikák második Gyulája), 952 körül Konstantinápolyban vette fel a keresztséget. A bizánci császár, VII. Kónsztantinosz a patrikiosz tiszteletbeli címmel jutalmazta, amely éves támogatásra jogosította. Az ökumenikus pátriárka egy Hierotheosz nevű szerzetest bízott meg Zsombor gyula alattvalói megtérítésével, és püspökké szentelte. Hierotheosz visszakísérte Zombor gyulát az országába, ahol sok magyart térített meg. Zsombor gyula "országa" Erdélyt foglalta magába.

## TürkiaMetropolitája
Egy bizonyos "Ioannes , Türkia metropolitája" részt vett az ökumenikus pátriárka által 1028-ban Konstantinápolyba összehívott zsinaton. A résztvevők listáján Ioannes a metropoliták között utolsóként szerepel, ami azt mutatja, hogy a püspökségét nemrégiben alapították vagy nemrég kapta meg a metropolita státuszt. A Konstantinápoly alá tartozó egyházmegyék 12. századi jegyzékében a 60. bejegyzésnél szerepel a Türkiai metropolitánság, és csak utána következik a Kijevi Rusz metropolitánsága. A 11. századból egy bizonyos Antonios pecsétje maradt fent, aki Türkia Synkellosa volt.  (Synkellos: Az 5. századtól a kifejezés a pátriárka tanácsadóját és társát jelölte.)